# Lý Nhất Đồng
Lý Nhất Đồng (tiếng Trung: 李一桐; bính âm:Lǐ yītóng, sinh ngày 6 tháng 9 năm 1990) là một nữ diễn viên người Trung Quốc. Cô tốt nghiệp Học viện múa Bắc Kinh và được biết đến với vai diễn Hoàng Dung trong bộ phim truyền hình Anh hùng xạ điêu năm 2017.

## Tiểu sử
Khi gần 10 tuổi, Lý Nhất Đồng bắt đầu học khiêu vũ do dì của cô gợi ý học khiêu vũ để cải thiện tính khí của mình. Lúc đầu, Lý Nhất Đồng học một lớp nghiệp dư, giáo viên cho rằng cô rất tài năng nên đề nghị cô thi vào đại học chuyên nghiệp. Vì vậy, Lý Nhất Đồng sau khi học múa một năm đã được nhận vào trường Nghệ thuật Thâm Quyến khi còn học cấp hai. Sau đó, Lý Nhất Đồng đến Bắc Kinh để nộp đơn vào một số trường múa, cuối cùng Lý Nhất Đồng đã được nhận vào Học viện múa Bắc Kinh khoa múa dân gian.
Sau khi tốt nghiệp, Lý Nhất Đồng ban đầu muốn mở một phòng trà kết hợp với khiêu vũ. Khi đang tìm kiếm một cửa hàng tốt, Lý Nhất Đồng giúp một người bạn ở học viện điện ảnh quay một đoạn phim ngắn vài phút, đột nhiên cô nhận ra mình có năng khiếu với biểu diễn, Lý Nhất Đồng từ bỏ phòng trà, tiến vào showbiz.

## Sự nghiệp
Năm 2015, cô tham gia thử vai cho các bộ phim truyền hình như "Tư mỹ nhân" và "Thanh Vân Chí" nhưng không thành công và đến cuối năm 2015 thành công nhận được vai diễn trong bộ phim "Bán yêu khuynh thành". Đây là bộ phim truyền hình đầu tay của Lý Nhất Đồng được công chiếu vào tháng 6 năm 2016. Với sự nổi tiếng của bộ phim này, diễn xuất của Lý Nhất Đồng trong phim cũng đã được công nhận.
Vào ngày 9 tháng 1 năm 2017, bộ phim võ hiệp cổ trang "Anh hùng xạ điêu" được chuyển thể từ tiểu thuyết cùng tên của tác giả Kim Dung đã được phát sóng trên kênh truyền hình Dragon TV, Lý Nhất Đồng vào vai Hoàng Dung. Với vai diễn này, cô đã xuất sắc giành được giải thưởng "Ngôi sao phim truyền hình mới nổi của năm" tại Liên hoan phim truyền hình Trung Quốc năm 2017.
Vào ngày 12 tháng 1 năm 2018, bộ phim điện ảnh hài hành động "Siêu sao gián điệp" đóng chung với Trần Dịch Tấn và Lý Vinh Hạo được công chiếu trên toàn quốc. Vào ngày 24 tháng 7, bộ phim truyền hình cổ trang "Mị Giả Vô Cương" được khởi chiếu trên Youku.
Vào ngày 12 tháng 11 năm 2019, hợp tác với La Tấn trong bộ phim cổ trang "Hạc Lệ Hoa Đình" dựa trên tiểu thuyết cùng tên của Tuyết Mãn Lương Viên, được phát sóng trên Youku. Ngày 6 tháng 12, đóng chung với Lý Hiện trong bộ phim cổ trang giả tưởng "Kiếm Vương Triều", phát sóng trên IQIYI, đồng thời cô cũng thực hiện ca khúc "Thiển Tuyết" cho bộ phim.
Vào ngày 25 tháng 6 năm 2020, bộ phim truyền hình tình cảm đô thị "Yêu tôi đừng nghĩ nhiều" đóng cùng Trần Kiến Bân được phát sóng. Vào ngày 25 tháng 8, bộ phim điện ảnh tình cảm giả tưởng "Anh đợi em đến nơi tận cùng của thời gian" đóng cùng Lý Hồng Kỳ được công chiếu; doanh thu phòng vé trước khi bán của bộ phim đã vượt quá 100 triệu nhân dân tệ vào ngày 24 tháng 8; tính đến ngày 31 tháng 8, tổng doanh thu phòng vé tích lũy là 432 triệu nhân dân tệ. Vào ngày 21 tháng 12, bộ phim tình cảm "Cô nàng lợi hại" với sự tham gia của Kim Thần đã được phát sóng trên Giang Tô TV.      
Vào ngày 4 tháng 2 năm 2021, bộ phim tâm lý tình cảm "Thân ái chí ái"  đóng chung với Hồ Nhất Thiên được phát sóng trên IQIYI. Vào tháng 5, cùng với Tất Văn Quân tham gia đóng vai chính trong bộ phim cổ trang "Cửu Tiêu Hàn Dạ Noãn".

## Danh sách phim

### Phim truyền hình
| Năm            | Tựa đề                                            | Tựa đề tiếng trung | Vai diễn                                     | Bạn diễn         | Ghi chú   |
| -------------- | ------------------------------------------------- | ------------------ | -------------------------------------------- | ---------------- | --------- |
| 2016           | Bán Yêu Khuynh Thành                              | 半妖倾城           | Nhiếp Khuynh Thành                           | Trương Triết Hạn | Vai chính |
| 2016           | Bán Yêu Khuynh Thành 2                            | 半妖倾城 2         | Nhiếp Khuynh Thành                           | Trương Triết Hạn | Vai chính |
| 2017           | Anh hùng xạ điêu                                  | 射雕英雄传         | Hoàng Dung                                   | Dương Húc Văn    | Vai chính |
| 2018           | Mị Giả Vô Cương                                   | 媚者无疆           | Vãn Mị                                       | Khuất Sở Tiêu    | Vai chính |
| 2019           | Hải Đường kinh vũ yên chi thấu                    | 海棠经雨胭脂透     | Cố Hải Đường                                 | Đặng Luân        | Vai chính |
| 2019           | Hạc Lệ Hoa Đình                                   | 鹤唳华亭           | Lục Văn Tích/ A Bảo                          | La Tấn           | Vai chính |
| 2019           | Kiếm Vương Triều                                  | 剑王朝             | Trường Tôn Thiển Tuyết/ Công Tôn Thiển Tuyết | Lý Hiện          | Vai chính |
| 2020           | Yêu tôi đừng nghĩ nhiều                           | 爱我就别想太多     | Hạ Khả Khả                                   | Trần Kiến Bân    | Vai chính |
| 2020           | Biệt Vân Gian                                     | 别云间             | Lục Văn Tích                                 | La Tấn           | Vai chính |
| 2020           | Chỉ vì phút giây được gặp em                      | 只为那一刻与你相见 | Hạ Nhiễm Nhiễm                               | Lục Nghị         | Vai chính |
| 2020           | Cô nàng lợi hại                                   | 了不起的女孩       | Lục Khả                                      | Kim Thần         | Vai chính |
| 2021           | Thân ái chí ái/ Thời đại của anh, thời đại của em | 我的时代，你的时代 | Ngải Tình                                    | Hồ Nhất Thiên    | Vai chính |
| 2021           | Li Ca Hành/ Đại Đường Nữ Nhi Hành                 | 骊歌行             | Phó Như                                      | Hứa Khải         | Vai chính |
| 2021           | Lý tưởng chiếu rọi Trung Quốc                     | 理想照耀中国       | Đỗ Phú Giai                                  |                  | Vai phụ   |
| 2022           | Đặc chiến vinh quang                              | 特战荣耀           | Ngải Thiên Tuyết                             | Dương Dương      | Vai chính |
| 2022           | Thương Lan quyết                                  | 苍兰诀             | Ti Mệnh                                      |                  | Cameo     |
| 2022           | Mây đen gặp trăng sáng                            | 乌云遇皎月         | Đàm Giảo                                     | Kim Hạn          | Vai chính |
| 2023           | Cuồng Phong                                       | 狂飙               | Mạnh Ngọc                                    | Trương Dịch      | Vai chính |
| 2023           | Cửu Tiêu Hàn Dạ Noãn                              | 九霄寒夜暖         | Tô Cửu Nhi                                   | Tất Văn Quân     | Vai chính |
| 2023           | Nhiệm Vụ Đặc Công                                 | 特工任务           | Diêu Dao                                     | Hàn Canh         | Vai chính |
| 2024           | Bất Khả Cáo Nhân                                  | 不可告人           | Trịnh Đông Vũ                                | Âu Hào           | Vai chính |
| 2025           | Thư Quyển Nhất Mộng                               | 书卷一梦           | Tống Nhất Mộng / Tống Tiểu Ngư               | Lưu Vũ Ninh      | Vai chính |
| Chưa phát sóng | Triều Ca                                          | 朝歌               | Hồ Tiên Nhi                                  |                  | Vai phụ   |
| Chưa phát sóng | Anh Hùng Chí                                      | 英雄志             | Cố Thiến Hề                                  | Thành Nghị       | Vai chính |
| Chưa phát sóng | Vân Tú Hành                                       | 云秀行             | Hồng Tú Lệ                                   | Tăng Thuấn Hy    | Vai chính |
| Chưa phát sóng | Hồ Yêu Tiểu Hồng Nương - Vương Quyền Thiên        | 狐妖小红娘·王权篇  | Thanh Đồng                                   | Thành Nghị       | Vai chính |
| Chưa phát sóng | Cổ Nhạc Phong Hoa Lục                             | 古乐风华录         | Việt Ương Ương / Hi Âm                       | Trần Hâm Hải     | Vai chính |

### Phim điện ảnh
| Năm  | Tựa đề                                    | Tựa đề tiếng trung | Vai diễn   | Bạn diễn      | Ghi chú   |
| ---- | ----------------------------------------- | ------------------ | ---------- | ------------- | --------- |
| 2018 | Siêu sao gián điệp                        | 卧底巨星           | Đồng Đồng  | Trần Dịch Tấn | Vai chính |
| 2020 | Anh đợi em đến nơi tận cùng của thời gian | 我在时间尽头等你   | Khưu Thiến | Lý Hồng Kỳ    | Vai chính |

## Âm nhạc
| Thời gian phát hành | Tên bài hát                         | Tựa đề tiếng Trung | Thông tin                                                     |
| ------------------- | ----------------------------------- | ------------------ | ------------------------------------------------------------- |
| 06-09-2017          | Anh là ánh đèn lạc lối              | 迷你闪电           | Bài hát cá nhân                                               |
| 24-07-2018          | Thất sủng                           | 失宠               | Bài hát kết thúc phim "Mị Giả Vô Cương"                       |
| 06-12-2019          | Thiển Tuyết                         | 浅雪               | Nhạc phim "Kiếm Vương Triều"                                  |
| 13-07-2020          | Băng đang nhảy múa, tuyết đang cháy | 冰在舞雪在烧       | Với Vu Mông Lung, bài hát Thế vận hội mùa đông Bắc Kinh 2022  |
| 21-08-2020          | Yêu anh trước khi gặp được nhau     | 在相遇之前爱上你   | Nhạc phim điện ảnh "Anh sẽ chờ em nơi tận cùng của thời gian" |
| 14-12-2020          | Tâm sự                              | 谈心               | Với Kim Thần, nhạc phim "Cô nàng lợi hại"                     |
| 21-09-2021          | Thành phố trăng tình yêu            | 爱月之城           | Với A Vân Ca                                                  |

## Chương trình tạp kỹ
| Năm  | Kênh           | Chương trình                    | Tựa đề tiếng Trung | Ghi chú                        |
| ---- | -------------- | ------------------------------- | ------------------ | ------------------------------ |
| 2018 | Tencent Video  | Trò chơi Siêu Tân Tinh          | 超新星全运会       | thí sinh                       |
| 2020 | Hồ Nam TV      | Ca ca nguyên khí tràn đầy       | 元气满满的哥哥     | khách mời tập 8, tập 9, tập 10 |
| 2020 | Chiết Giang TV | Có những bài thơ và khoảng cách | 还有诗和远方       | khách mời tập 9                |
| 2020 | Bắc Kinh TV    | SuperShow Tô Ninh 1111          | 苏宁1111超级秀     | khách mời                      |
| 2020 | Chiết Giang TV | Keep Running Hoàng Hà           | 奔跑吧·黄河篇      | khách mời                      |
| 2020 | Tencent Video  | Tiểu thư xinh đẹp               | Beauty小姐         | khách mời                      |
| 2021 | Hồ Nam TV      | Happy Camp                      | 快乐大本营         | khách mời                      |
| 2021 | Hồ Nam TV      | Ngày ngày tiến lên              | 天天向上           | khách mời                      |
| 2021 | Tencent Video  | When we write love story        | 平行时空遇见你     | khách mời                      |
| 2021 | Youku          | Tôi là nữ diễn viên             | 我是女演员         | khách mời                      |
| 2021 | IQIYI          | Câu lạc bộ chị em               | 姐妹俱乐部         | khách mời                      |
| 2021 | Hồ Nam TV      | Các anh trai tràn đầy kiêu ngạo | 牛气满满的哥哥     | Tập 12: Trận chiến cuối cùng   |
| 2021 | Dragon TV      | Check-in nào! Hội ăn hàng       | 打卡吧！吃货团     | Tập 9, tập 10                  |

## Giải thưởng
| Năm  | Lễ trao giải                                                          | Giải thưởng                                                 | Tác phẩm                                  | Kết quả   | Tham khảo |
| ---- | --------------------------------------------------------------------- | ----------------------------------------------------------- | ----------------------------------------- | --------- | --------- |
| 2017 | Lễ trao giải chất lượng phim truyền hình năm 2017                     | Ngôi sao phim truyền hình mới nổi của năm                   | Anh hùng xạ điêu                          | Đoạt giải | [ 6 ]     |
| 2017 | "Hướng dẫn truyền hình" ảnh hưởng công nghiệp lớn nhất của Trung Quốc | Giải thưởng dành cho người mới phim truyền hình             | Bán Yêu Khuynh Thành, Anh hùng xạ điêu    | Đoạt giải |           |
| 2017 | IQIYI Scream Nìght                                                    | Giải thưởng Phim truyền hình mới của năm                    | Bán Yêu Khuynh Thành, Anh hùng xạ điêu    | Đoạt giải | [ 22 ]    |
| 2018 | Bộ lạc sở thích QQ "Đêm tri ân trái tim"                              | "Trái tim" thưởng cho nghệ sĩ nữ mới nổi của năm            | Bán Yêu Khuynh Thành, Anh hùng xạ điêu    | Đoạt giải | [ 23 ]    |
| 2019 | Đêm hội điện ảnh Weibo                                                | Sức mạnh phim mới được mong đợi nhất Weibo                  | Anh đợi em đến nơi tận cùng của thời gian | Đoạt giải | [ 24 ]    |
| 2020 | Bình chọn diễn viên giỏi Trung Quốc lần thứ 7                         | Các nữ diễn viên trong Nhóm xanh                            |                                           | Đoạt giải | [ 25 ]    |
| 2020 | Giải thưởng Hoa Đỉnh lần thứ 29                                       | Nữ diễn viên chính xuất sắc nhất (phim cổ trang)            | Hạc Lệ Hoa Đình                           | Đề cử     | [ 26 ]    |
| 2021 | Lễ trao giải chất lượng phim truyền hình năm 2021                     | Ngôi sao phim truyền hình nổi tiếng chất lượng              |                                           | Đoạt giải | [ 27 ]    |
| 2021 | Lễ hội thời trang Figaro                                              | Diễn viên Tiên phong Thời trang được yêu thích nhất của năm |                                           | Đoạt giải | [ 28 ]    |
| 2021 | Giải thưởng Hoa Đỉnh lần thứ 32                                       | Nữ diễn viên phim cổ trang xuất sắc nhất                    | Biệt Vân Gian                             | Đề cử     | [ 29 ]    |